# Gwen Stefani
Gwen Renée Stefani (sinh ngày 3 tháng 10 năm 1969) là một ca sĩ, người viết bài hát, nhà thiết kế thời trang và đôi khi là nữ diễn viên người Mỹ. Stefani là người đồng sáng lập và là giọng ca chính cho ban nhạc rock-ska No Doubt. Stefani đã thu âm album phòng thu hát đơn đầu tay của mình mang tên Love. Angel. Music. Baby. vào năm 2004. Album mang ảnh hưởng của âm nhạc thập niên 1980 và đã đạt được thành công thương mại, với 7 triệu bản sao album được bán ra toàn thế giới. Đĩa đơn thứ ba từ Love. Angel. Music. Baby. mang tên "Hollaback Girl" là đĩa đơn phát hành dưới dạng tải nhạc số đầu tiên vượt mốc một triệu bản. Album phòng thu thứ hai và cuối cùng của Stefani mang tên The Sweet Escape được phát hành năm 2006. Tới nay, Stefani đã tiêu thụ được trên 40 triệu bản album toàn thế giới nếu cộng cả doanh số hát đơn của cô với doanh số của No Doubt.
Stefani đã chiến thắng một Giải Âm nhạc thế giới ở hạng mục "Nữ nghệ sĩ mới tiêu thụ nhiều đĩa nhất" năm 2005. Năm 2003, cô ra mắt hãng thời trang của riêng mình L.A.M.B. và mở rộng bộ sưu tập của mình với hãng Harajuku Lovers vào năm 2005, vốn có ảnh hưởng từ văn hóa và thời trang Nhật Bản. Stefani đã biểu diễn và xuất hiện trước công chúng với bốn vũ công của mình được biết đến như là các vũ công "Harajuku Lovers". Cô kết hôn với Gavin Rossdale, một nhạc sĩ người Anh, năm 2002 và có hai con trai: Kingston James McGregor Rossdale, sinh ngày 26 tháng 5 năm 2006, và Zuma Nesta Rock Rossdale, sinh ngày 20 tháng 8 năm 2008. Tạp chí âm nhạc Billboard xếp Gwen Stefani ở vị trí thứ 54 trong số các nghệ sĩ thành công nhất và thứ 37 trong số các nghệ sĩ thành công nhất trên Hot 100 vào thập niên 2000.

## Thời thơ ấu
Gwen Stefani sinh ra và nuôi nấng tại Fullerton, California và lớn lên trong một gia đình Công giáo Rôma. Cô đi học tại Trường trung học Loara ở Anaheim, California. Cha của cô, Dennis Stefani, là người Mỹ gốc Ý còn mẹ của cô Patti Flynn là người Ireland. Gia đình cô rất yêu thích nhạc dân ca và đã giới thiệu những tác phẩm của Bob Dylan và Emmylou Harris cho con gái của họ. Cô là người con lớn thứ hai trong gia đình, có anh cả là Eric Stefani vốn là thành viên cũ của No Doubt nhưng đã chuyển hướng sang làm phim hoạt hình The Simpsons..
Đa số các thành viên nữ trong gia đình Stefani là thợ may. Phần lớn quần áo của Stefani đều do cô hoặc mẹ cô làm ra. Cô đứng trên sân khấu lần đầu tiên tại trường TH Loara và hát bài hát "I Have Confidence" từ bộ phim The Sound of Music. Cô cũng từng ở trong đội hình bơi lội của trường này với mong muốn giảm cân.. Sau khi tốt nghiệp trung học trong năm 1987, cô đã nhập học vào trường Đại học bang California, Fullerton.

## Sự nghiệp âm nhạc

### 1986-nay: No Doubt
Cô gia nhập vào nhóm nhạc No Doubt khi anh trai cô giới thiệu. Giọng ca chính của nhóm lúc này là John Spence. Trong năm 1987, John Spence mất, Stefani trở thành chủ lực của nhóm và phải trải qua một thời kì rất khó khăn. Cuối cùng, vào năm 1991 nhóm ký hợp đồng với hãng thu âm Interscope.
Album đầu của nhóm No Doubt (No Doubt album), không được thành công như mong đợi vì dòng nhạc ska không được phổ biến lúc bấy giờ.. Album thứ ba của nhóm Tragic Kingdom phải mất 3 năm mới hoàn thành. Trong thời gian đó, nhóm tan rã vì Kanal và Stefani. Tuy nhiên, kết thúc của nhóm lại là điểm bắt đầu mới cho Stefani.. Bán được hơn 10 triệu bản tại Mỹ, được chứng nhận một đĩa kim cương(sau khi đã đạt được 10 đĩa bạch kim) và hơn 16 triệu bản trên toàn thế giới, album này có thể nói là thành công xuất sắc và là một trong những album bán chạy nhất lịch sử. Cùng với sự vượt trội đó, No Doubt cũng trở nên nổi tiếng hơn bao giờ hết. Sau album này No Doubt đã tiếp tục sản xuất hai album nữa Return to Saturn ,Rock Steady và nhận được hai giải grammy cho 2 single Hey baby và Underneath it all. Bên ngoài No Doubt, Stefani hợp tác với những nghệ sĩ khác hầu hết là để thu âm các đĩa đơn như "South Side" và "Let Me Blow Ya Mind". Năm 2002, Eve và Stefani giành giải Grammy cho sự kết hợp xuất sắc nhất phong cách nhạc Rap/Sung trong ca khúc "Let Me Blow Ya Mind"..
No Doubt sẽ phát hành album kế tiếp vào năm 2008-2009

### 2004-2008: Sự nghiệp Solo

#### Love.Angel.Music.Baby

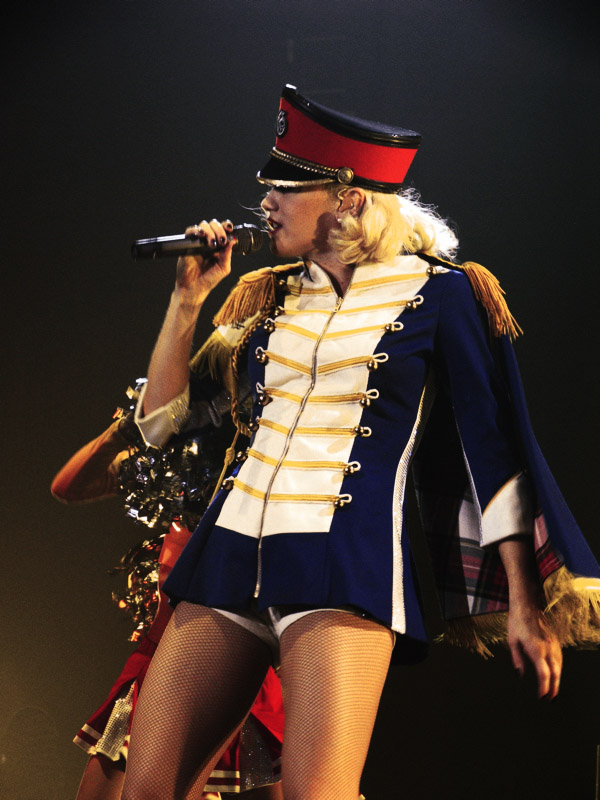
Stefani biểu diễn ca khúc "Hollaback Girl", tháng 8 năm 2005

Love.Angel.Music.Baby là album solo đầu tay của Stefani. Album ra mắt tháng 11 năm 2004 trên toàn thế giới. Đứng vị trí số 7 trên bảng xếp hạng Billboard 200, bán được hơn 3100.00 bản trong tuần đầu tiên. Đầu năm 2005, nó đạt vị trí số 5 trên bảng xếp hạng của Mỹ và số 3 tại Canada. Love.Angel.Music.Baby đạt ngôi vị quán quân tại bảng xếp hạng album của Úc. Đĩa đơn "Hollaback girl" đạt ngôi vị quán quân Billboard Hot 100 và cũng là đĩa đơn lần đầu tiên vượt 1 triệu lượt download.
Stefani nhận tổng cộng 5 đề cử giải Grammy vào ngày 8 tháng 12 năm 2005 tại 5 hạng mục khác nhau
.

#### The Sweet Escape

The Sweet Escape (2006)

The Sweet Escape là album thứ hai của Stefani. Album được phát hành vào tháng 12 năm 2006 trong album này Stefani tiếp tục kết hợp với Kanal, Perry, The Neptunes, Akon và Tim Rice-Oxley. Album này tương đối thành công, đĩa đơn "The Sweet Escape" tính tới thời điểm này là đĩa đơn thành công nhất của Gwen và đem lại cho cô một đề cử Grammy. Nó thành công trên toàn thế giới và đứng đầu bảng United World Chart trong 8 tuần liên tiếp. Với 6.697.000 điểm, nó là một trong những đĩa đơn thành công nhất về mặt thương mại từ năm 1999 đến hiện nay. Để quảng bá cho The Sweet Escape, Stefani đã thực hiện một chuyến lưu diễn trên toàn thế giới mang tên The Sweet Escape tour và cũng rất thành công.

### 2008–nay: Trở lại với No Doubt

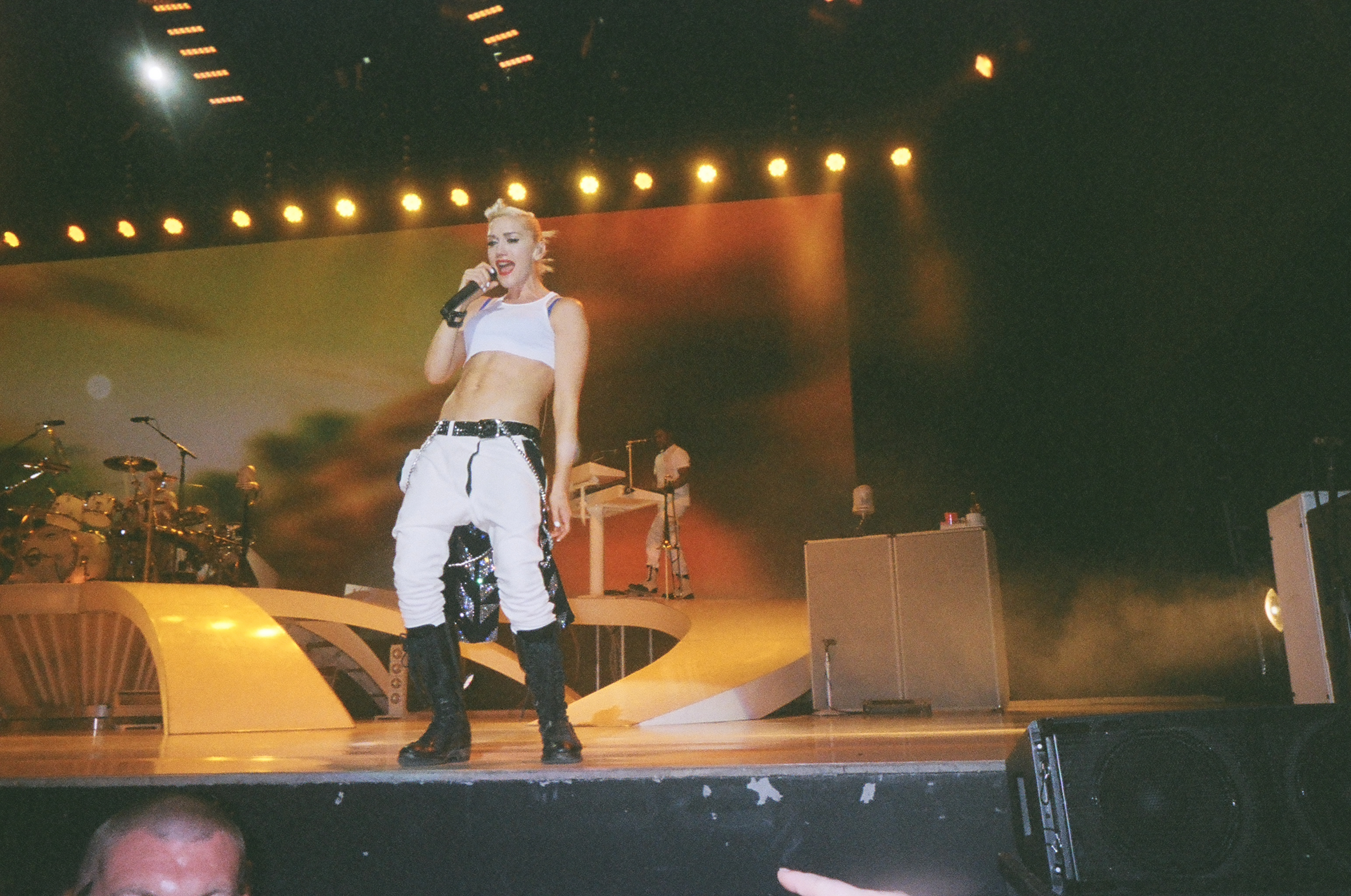
Stefani trong chuyến lưu diễn tái hợp No Doubt vào mùa hè 2009

Khi Stefani quảng bá cho album solo thứ hai của mình, No Doubt bắt đầu thực hiện một album mới mà không có cô và dự định hoàn thành nó sau khi chuyến lưu diễn của Stefani kết thúc. Tháng 3 năm 2008, ban nhạc đăng một số bài về tiến trình thực hiện thực hiện album lên diễn đàn chính thức cho người hâm mộ. Stefani đăng 1 bài vào ngày 28 tháng 3 năm 2008 nói rằng công đoạn sáng tác đã bắt đầu, nhưng chậm trễ vì lúc đó cô đang mang thai đứa con thứ hai.
Người quản lý Jim Guerinot nói album chưa được đặt tên này được sản xuất bởi Mark "Spike" Stent, người đã giúp sản xuất và phối lại Rock Steady. Trong khi Stefani mang bầu và thu âm, No Doubt không thể lưu diễn trong năm 2008, nhưng Guerinot hứa rằng sẽ làm một chuyến lưu diễn hoành tráng năm 2009 vì đây là chuyến lưu diễn đầu tiên có mặt đầy đủ các thành viên trong suốt gần 5 năm.
"The Singles 92-03" ra mắt vào ngày 9 tháng 12 năm 2008 làm nền cho trò chơi điện tử Rock Band 2. Tất cả thành viên của No Doubt trừ Stefani xuất hiện với tư cách ban nhạc nền cho Scott Weiland trong album Happy In Galoshes.
No Doubt thông báo trên website họ sẽ lưu diễn vào năm 2009 trong khi hoàn tất album kế tiếp, dự tính phát hành năm 2010. Ngày 24 tháng 11 năm 2008, có thông báo No Doubt biểu diễn ở Bamboozle 2009 festival vào tháng 5 cùng với Fall Out Boy. Ban nhạc đã hoàn thành chuyến lưu diễn xuyên Mỹ mùa hè 2009.

## Những dự án không thuộc âm nhạc
Stefani cũng tạo dựng cho mình một dòng thời trang danh tiếng, có tên L.A.M.B. bao gồm túi xách tay và ví đầm. Các ngôi sao nổi tiếng trong lĩnh vực giải trí như Nicky Hilton, Pamela Anderson, Carmen Electra, Nicole Kidman là những khách hàng thường xuyên của cô. Mùa thu năm 2006, Gwen Stefani còn cho ra đời một phiên bản búp bê mang nhãn hiệu thời trang L.A.M.B. Những cô búp bê mô phỏng theo phong cách của Stefani và các cô gái Harajuku. Stefani cũng sở hữu nhãn hiệu nước hoa riêng 
Trong năm 2004 Stefani tỏ ra thích thú trong công việc đóng phim  và từng thử vai cho bộ phim Mr.& Mrs. Smith.. Cô lần đầu tiên xuất hiện trong vai trò diễn viên là ở bộ phim điện ảnh The Aviator của đạo diễn lừng danh Martin Scorsese với vai Jean Harlow.. Để chuẩn bị cho bộ phim này Gwen Stefani đã xem 18 thước phim của nữ minh tinh quá cố Jean Harlow. 
Stefani cũng đã thu âm giọng nói của mình cho nhân vật Malice trong game Malice được làm cho hệ máy PS2 và Xbox trong năm 2004. Tuy nhiên, trước khi hoàn tất, vì một vài lý do về tài chính nhà sản xuất đã đổi ý định và không dùng giọng của các thành viên trong ban nhạc No Doubt nữa.

## Cuộc sống đời tư

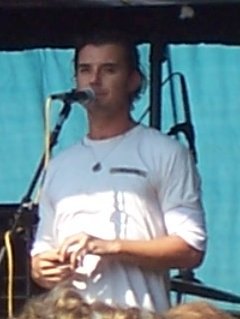
Gavin Rossdale

Khi còn trong ban nhạc No Doubt, Gwen Stefani là người yêu của Tony Kanal. Nhưng sau đó Kanal đã chủ động chấm dứt tình cảm của hai người. No 
Doubt đã suýt phải tan rã do sự kiện này, các bài hát trong album Tragic 
Kingdom chủ yếu là viết về mối tình tan vỡ của Stefani và Kanal. Nhưng chính nhờ sự thành công vượt bậc của Tragic Kingdom, No Doubt mới có động 
lực thực hiện các album tiếp theo.
Vào năm 1995, Gwen Stefani gặp gỡ Gavin Rossdale, giọng ca chính của nhóm 
nhạc Bush. Họ cưới nhau vào năm 2002 rồi có một con trai vào ngày 26, tháng 5, năm 2006 được đặt tên là Kingston James McGregor Rossdale. Tháng 
1, năm 2008 Stefani thông báo cô đang mang thai một đứa con thứ hai .
Vào năm 2003 Gwen Stefani đã phát hiện ra rằng Rossdale có một con riêng mang tên Daisy(sinh năm 1989) với người mẫu Pearl Lower. Trước đó, Stefani không có mối quan hệ nào với Daisy nhưng Rossdale đã nhận mình làm cha đỡ đầu của Daisy. Có tin đồn bài hát Danger zone từ album Love Angel Music Baby được cô viết ra về sự kiện này. Nhưng theo cô, Danger zone đã được viết trước đó.

## Danh sách đĩa nhạc

### Album
- 2004: Love.Angel.Music.Baby.
- 2006: The Sweet Escape
- 2016: This Is What the Truth Feels Like

### Đĩa đơn
- 2004: "What You Waiting For?"
- 2004: "Rich Girl", với Eve
- 2005: "Hollaback Girl"
- 2005: "Cool"
- 2005: "Luxurious", với Slim Thug
- 2006: "Crash"
- 2006: "Wind It Up"
- 2007: "The Sweet Escape", với Akon
- 2007: "4 in the Morning"
- 2007: "Early Winter"

| Năm       | Single                                      | Vị trí cao nhất | Vị trí cao nhất | Vị trí cao nhất | Vị trí cao nhất | Vị trí cao nhất | Vị trí cao nhất | Vị trí cao nhất | Vị trí cao nhất | Vị trí cao nhất | Vị trí cao nhất | Vị trí cao nhất | Vị trí cao nhất | Album                     |
| Năm       | Single                                      | WW              | U.S.            | U.S. Pop        | CAN             | UK              | GER             | FRA             | AUS             | NZ              | NLD             | ITA             | SWE             | Album                     |
| --------- | ------------------------------------------- | --------------- | --------------- | --------------- | --------------- | --------------- | --------------- | --------------- | --------------- | --------------- | --------------- | --------------- | --------------- | ------------------------- |
| 2004      | "What You Waiting For?"                     | 2               | 47              | 14              | 24              | 4               | 22              | 5               | 1               | 3               | 7               | 2               | 6               | Love. Angel. Music. Baby. |
| 2004      | "Rich Girl" (feat. Eve)                     | 3               | 7               | 3               | 12              | 4               | 14              | 4               | 2               | 3               | 3               | 7               | 4               | Love. Angel. Music. Baby. |
| 2005      | "Hollaback Girl"                            | 3               | 1               | 1               | 12              | 8               | 3               | 17              | 1               | 3               | 8               | 6               | 7               | Love. Angel. Music. Baby. |
| 2005      | "Cool"                                      | 6               | 13              | 9               | 1               | 11              | 20              | 32              | 10              | 9               | 6               | 15              | 31              | Love. Angel. Music. Baby. |
| 2005      | "Luxurious" (feat. Slim Thug)               | 27              | 21              | 13              | 10              | 45              | 65              | –               | 25              | 17              | 31              | 31              | 45              | Love. Angel. Music. Baby. |
| 2006      | "Crash"                                     | –               | 49              | 28              | –               | –               | –               | –               | –               | –               | –               | 87              | –               | Love. Angel. Music. Baby. |
| 2006      | "Wind It Up"                                | 8               | 6               | 7               | 18              | 3               | 21              | 12              | 5               | 1               | 4               | 6               | 19              | The Sweet Escape          |
| 2007      | "The Sweet Escape" (feat. Akon)             | 1               | 2               | 1               | 2               | 2               | 6               | 4               | 2               | 1               | 5               | 2               | 11              | The Sweet Escape          |
| 2007      | "4 in the Morning"                          | 9               | 54              | 30              | 7               | 22              | 18              | 21              | 9               | 5               | 14              | 17              | 30              | The Sweet Escape          |
| 2007      | "Now That You Got It" (feat. Damian Marley) | –               | –               | –               | –               | 59              | 73              | –               | 37              | 21              | 14              | 26              | –               | The Sweet Escape          |
| 2007      | "Early Winter"                              | –               | –               | –               | –               | –               | 6               | –               | –               | –               | 19              | 34              | 14              | The Sweet Escape          |
| Hạng nhất | Hạng nhất                                   | 1               | 1               | 2               | 1               | -               | -               | -               | 2               | 2               | -               | -               | -               |                           |
| Top ten   | Top ten                                     | 7               | 4               | 5               | 4               | 5               | 3               | 3               | 6               | 7               | 4               | 5               | 3               |                           |

## Giải Grammy
| Năm  | Đề cử / Tác phẩm         | Giải thưởng                           | Kết quả |
| ---- | ------------------------ | ------------------------------------- | ------- |
| 2005 | "What You Waiting For?"  | Trình diễn giọng pop nữ xuất sắc nhất | Đề cử   |
| 2006 | "Hollaback Girl"         | Ghi âm của năm                        | Đề cử   |
| 2006 | "Hollaback Girl"         | Trình diễn giọng pop nữ xuất sắc nhất | Đề cử   |
| 2006 | Love, Angel, Music, Baby | Album của năm                         | Đề cử   |
| 2006 | Love, Angel, Music, Baby | Album giọng pop xuất sắc nhất         | Đề cử   |
| 2006 | "Rich Girl"              | Best Rap/Sung Collaboration           | Đề cử   |
| 2008 | "The Sweet Escape"       | Hợp tác Pop Xuất sắc nhất             | Đề cử   |